# フロリアン・ルソー
フロリアン・ルソー（Florian Rousseau。1974年2月3日- ）はフランス、オルレアン出身の元自転車競技（トラックレース）選手。

## 実績

### オリンピック
2000年に開催されたシドニーオリンピックにおいてケイリンが初めて種目として採用されたが、見事初代王者に就く。また同大会では、ローラン・ガネ、アルノー・トゥルナンと組んだチームスプリントでも金メダルに輝く。また1996年アトランタオリンピックでは、1kmタイムトライアルにおいて1分02秒712の大会新記録をマークして金メダルを獲得している。

### 世界自転車選手権
世界自転車選手権では、チームスプリントにおいて1997年から2001年までフランスチームが5連覇を飾ったが、その間全てで優勝を経験。とりわけ1999年～2001年における第1走・ガネ、第2走・ルソー、アンカー・トゥルナンという布陣はオリンピックを含めて国際大会ではほぼ無敵を誇った。また同大会では個人スプリントにおいても、1996年から1998年まで、マーティ・ノースタインやイエンス・フィードラー、さらに同胞のガネといった強豪を相手にしながらも堂々と3連覇を達成。ちなみに同大会同種目の3連覇以上達成は中野浩一以来のことであった。また1kmタイムトライアルにおいても連覇を果たしており、都合同大会では10個の金メダルを獲得している。
ダッシュ力が抜群な上に1kmTTでの強さでも分かるように、トップスピードを維持できる時間が長いことが特徴的な選手であった。

### その後
しかし2003年以降は若手の台頭もあって成績が振るわなくなり、アテネオリンピックの代表メンバーから外されたことを契機に引退。現在はフランス国立スポーツ学院（インセップ<INSEP>）の主席コーチを務めるとともに、トラックレース・フランスチームのヘッドコーチを務めている。
なお、国際競輪にも参加の経験があり、通算39戦8勝、優勝1回の記録を残している。